# فردریک آگاستس فن نوئر
فردریک کریستین کارل آگاستس معروف به کنت فون نوئر (زاده ۱۶. نوامبر ۱۸۳۰ در شلسویگ؛ ۲۵ پوند دسامبر ۱۸۸۱ در نوئر) شرق‌شناس آلمانی و شاهزاده شلسویگ-هولشتاین-سوندربورگ-آگوستنبورگ بود. وی آثاری در موضوع هندشناسی دارد.